# Fraktionssammler

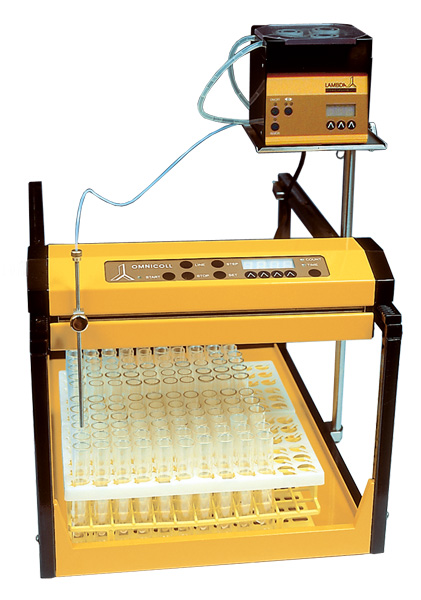
Fraktionssammler

Ein Fraktionssammler ist ein automatisch oder halbautomatisch arbeitendes Laborgerät zum Auffangen von Fraktionen, die bei der säulenchromatographischen Trennung (Fraktionierung) eines Stoffgemisches anfallen. Handelsübliche Fraktionssammler bestehen aus einem Trägerteil mit Sammelgefäßen (z. B. Reagenzgläser) und einem elektrisch oder pneumatisch gesteuerten Antrieb, der bewirkt, dass die Sammelgefäße nacheinander zu der Auffangstelle für die chromatographischen Fraktionen bewegt wird. Die Steuerung bewirkt den Wechsel der Sammelgefäße in einer bestimmten
- zeitlichen Frequenz, oder bis zum
- Auffangen eines eingestellten Fraktionsvolumens,[1] oder bis zum
- Sammeln einer bestimmten Tropfenzahl, die elektrisch mit einer Photozelle gezählt wird.[2]
- Detektieren eines (bestimmten) Signals durch eines dem Fraktionssammlers vorgeschalteten Detektors, etwa einer Photodiodenzeile. Dadurch lassen sich auch unbekannte Stoffe in Einzelproben auffangen und anderen Untersuchungsmethoden zuführen.